# Reception
Se även Reception (ordensväsen).

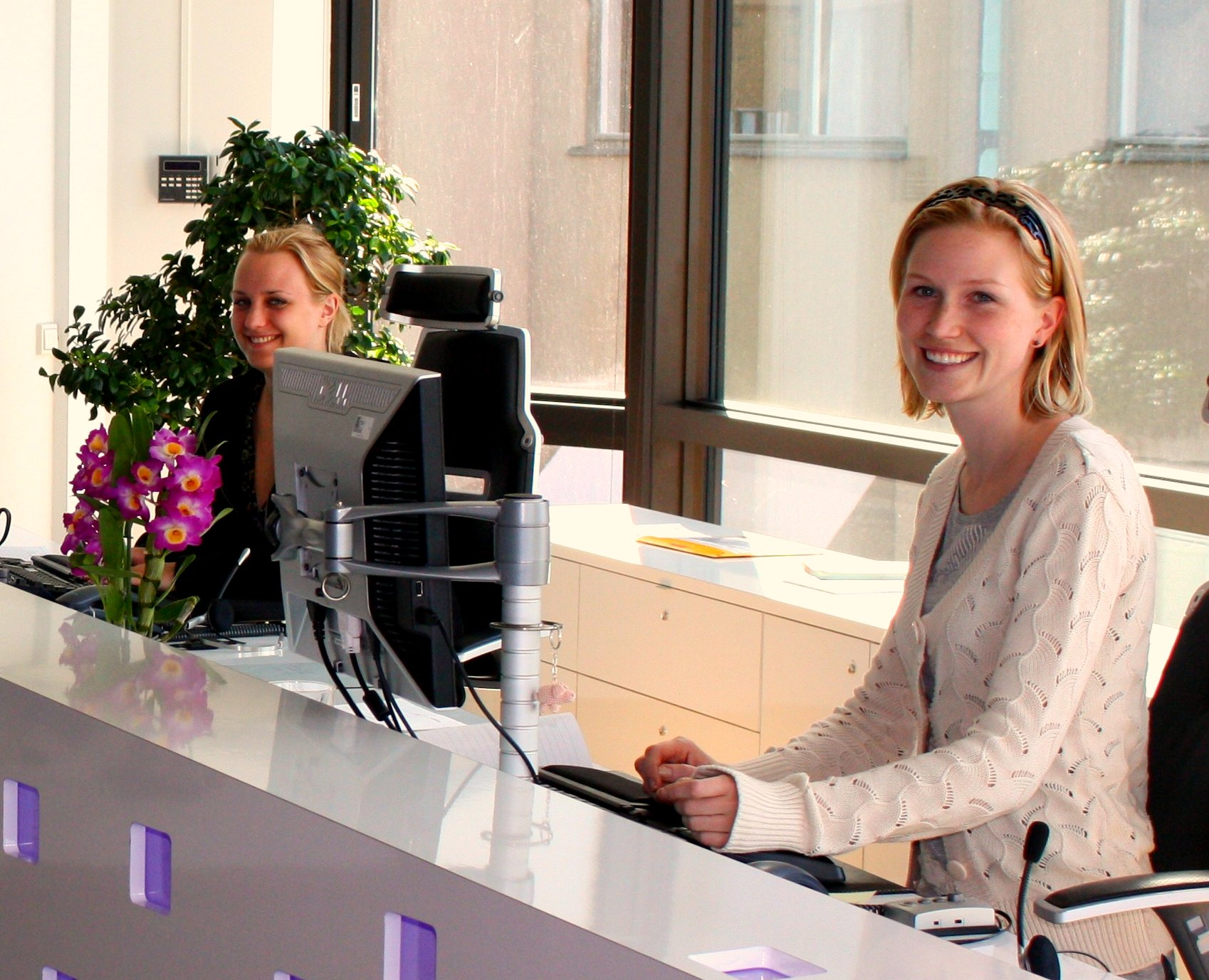
Reception

Reception är en avdelning på ett hotell ett kontor eller i någon annan inrättning som tar emot gäster och kunder. Det inkluderar ofta också visning av lokaler/kort företagspresentation. 
Personen i en reception har ofta också ansvar för huvudentrén. Personen som arbetar i en reception kallas receptionist.